# Calum Chambers
Calum Chambers (Petersfield, Inglaterra, 20 de enero de 1995) es un futbolista británico. Juega como defensa y su equipo es el Cardiff City F. C. de la League One.
Se formó de las divisiones menores del Southampton F. C. y ha representado a la selección de fútbol de Inglaterra en la categoría absoluta.

## Trayectoria

### Southampton
Chambers se unió a las filas del Southampton cuando tenía siete años y fue avanzando a través del sistema juvenil hasta llegar a un acuerdo profesional en abril de 2011. Jugó tanto en el mediocampo como en la defensa por los equipos sub-18 y sub-21.
A inicios de la temporada 2012-13, Calum Chambers era uno de los cuatro juveniles promovidos al primer equipo del Southampton, junto a James Ward-Prowse, Luke Shaw y Jack Stephens, llevando el dorsal número 28. En la etapa de pretemporada Chambers jugó varios partidos, incluyendo la Memorial Cup ante el Anderlecht de Bélgica e ingresando en el segundo tiempo en partidos contra el Évian, el Étoile Carouge, el Ajax de Ámsterdam y el Wolverhampton Wanderers.
Chambers debutó de manera oficial el 28 de agosto de 2012, cuando el Southampton venció 4-1 al Stevenage por la segunda ronda de la Copa de la Liga de Inglaterra, ingresando en el minuto 84 por Dean Hammond y asistiendo en el último tanto de su equipo a Ben Reeves.
Esa misma temporada continuó disputando encuentros con el equipo sub-21 de los Saints hasta que el 31 de julio de 2013, firmó un contrato por cuatro años con el club. El 17 de agosto de ese mismo año y sólo con 18 años, Chambers debutó en la Premier League en el primer partido de la temporada 2013/14 ante el West Bromwich Albion, jugando como lateral derecho todo el partido y logrando ganar por la mínima diferencia con tanto de Rickie Lambert.
Disputó un total de 24 partidos (incluyendo dos por la Copa de la Liga) por el Southampton hasta que dejó el club.

### Arsenal
El 28 de julio de 2014 se anunció oficialmente su fichaje por el Arsenal, llegando de forma definitiva y por una suma no revelada, aunque se rumorea que el fichaje se podría haber cerrado en torno a los 20 millones de euros. De esta manera, se convirtió en el cuarto fichaje de los Gunners con miras a la temporada 2014/15. Chambers recibió el dorsal número 21.

### Middlesbrough
El 30 de agosto de 2016 se anunció oficialmente su fichaje por el Middlesbrough Football Club, llegando por una suma que no fue revelada.

### Fulham
El 7 de agosto de 2018 el Arsenal F. C. anunció que jugaría cedido una temporada en el Fulham F. C. A pesar de que ese año el club de Londres descendió a la EFL Championship, el jugador fue nombrado el mejor del equipo por los hinchas del club, y regresó al Arsenal al término de la temporada 2018-19.

### Regreso al Arsenal
Tras el descenso del Fulham F. C. regresó al Arsenal F. C. En diciembre de 2019 se rompió el ligamento cruzado anterior en un partido ante el Chelsea F. C. lo cual lo tuvo alejado de los terrenos de juego durante 6 meses.
Abandonó definitivamente el equipo londinense en enero de 2022 para jugar los siguientes tres años y medio en el Aston Villa F. C. Uno antes llegó a un acuerdo para rescindir su contrato tras haber jugado 36 partidos y anotado un gol en las dos campañas y media que estuvo. Entonces continuó su carrera en el Cardiff City F. C.

## Selección nacional
Chambers ha representado a Inglaterra en las categorías sub-17 y sub-19, de la cual es el actual capitán.
Realizó su debut con los sub-17 el 2 de febrero de 2012 ante Portugal y consiguió el Algarve Tournament anotando ante Francia y Países Bajos. En marzo jugó los tres partidos de la ronda élite de clasificación para la Eurocopa Sub-17, anotando el único gol de Inglaterra en la competición la victoria por 1-0 ante Ucrania. 
Chambers fue convocado a la selección sub-19, debutando el 26 de septiembre de 2012 ante Estonia por la ronda clasificatoria a la Eurocopa Sub-19 de 2013. Dos días después anotó el último gol en la goleada por 6-0 ante Islas Feroe y convirtió su segundo tanto en esta categoría en la victoria por 1-0 ante Turquía.

## Estadísticas

### Clubes
Actualizado al último partido jugado el 3 de mayo de 2025.
| Club | Div.          | Temporada     | Liga  | Liga  | Copas nacionales(1) | Copas nacionales(1) | Copas internacionales(2) | Copas internacionales(2) | Total | Total |
| Club | Div.          | Temporada     | Part. | Goles | Part.               | Goles               | Part.                    | Goles                    | Part. | Goles |
| --- | ------------- | ------------- | ----- | ----- | ------------------- | ------------------- | ------------------------ | ------------------------ | ----- | ----- |
| Southampton F. C. Inglaterra | 1.ª           | 2012-13       | 0     | 0     | 1                   | 0                   | —                        | —                        | 1     | 0     |
| Southampton F. C. Inglaterra | 1.ª           | 2013-14       | 22    | 0     | 2                   | 0                   | —                        | —                        | 24    | 0     |
| Southampton F. C. Inglaterra | Total club    | Total club    | 22    | 0     | 3                   | 0                   | 0                        | 0                        | 25    | 0     |
| Arsenal F. C. Inglaterra | 1.ª           | 2014-15       | 23    | 1     | 6                   | 0                   | 7                        | 0                        | 36    | 1     |
| Arsenal F. C. Inglaterra | 1.ª           | 2015-16       | 12    | 0     | 7                   | 1                   | 3                        | 0                        | 22    | 1     |
| Arsenal F. C. Inglaterra | 1.ª           | 2016-17       | 1     | 1     | —                   | —                   | —                        | —                        | 1     | 1     |
| Middlesbrough F. C. Inglaterra | 1.ª           | 2016-17       | 24    | 1     | 2                   | 0                   | —                        | —                        | 26    | 1     |
| Middlesbrough F. C. Inglaterra | Total club    | Total club    | 24    | 1     | 2                   | 0                   | —                        | —                        | 26    | 1     |
| Arsenal F. C. Inglaterra | 1.ª           | 2017-18       | 12    | 0     | 4                   | 0                   | 8                        | 0                        | 24    | 0     |
| Fulham F. C. Inglaterra | 1.ª           | 2018-19       | 31    | 2     | 2                   | 0                   | —                        | —                        | 33    | 2     |
| Fulham F. C. Inglaterra | Total club    | Total club    | 31    | 2     | 2                   | 0                   | —                        | —                        | 33    | 2     |
| Arsenal F. C. Inglaterra | 1.ª           | 2019-20       | 14    | 1     | 1                   | 0                   | 3                        | 0                        | 18    | 1     |
| Arsenal F. C. Inglaterra | 1.ª           | 2020-21       | 10    | 0     | 0                   | 0                   | 6                        | 0                        | 16    | 0     |
| Arsenal F. C. Inglaterra | 1.ª           | 2021-22       | 2     | 0     | 3                   | 1                   | ―                        | ―                        | 5     | 1     |
| Arsenal F. C. Inglaterra | Total club    | Total club    | 74    | 3     | 21                  | 2                   | 27                       | 0                        | 122   | 5     |
| Aston Villa F. C. Inglaterra | 1.ª           | 2021-22       | 11    | 1     | ―                   | ―                   | ―                        | ―                        | 11    | 1     |
| Aston Villa F. C. Inglaterra | 1.ª           | 2022-23       | 14    | 0     | 3                   | 0                   | ―                        | ―                        | 17    | 0     |
| Aston Villa F. C. Inglaterra | 1.ª           | 2023-24       | 5     | 0     | 0                   | 0                   | 3                        | 0                        | 8     | 0     |
| Aston Villa F. C. Inglaterra | Total club    | Total club    | 30    | 1     | 3                   | 0                   | 3                        | 0                        | 36    | 1     |
| Cardiff City F. C. Gales | 2.ª           | 2024-25       | 41    | 2     | 1                   | 0                   | ―                        | ―                        | 42    | 2     |
| Cardiff City F. C. Gales | Total club    | Total club    | 41    | 2     | 1                   | 0                   | 0                        | 0                        | 42    | 2     |
| Total carrera | Total carrera | Total carrera | 222   | 9     | 32                  | 2                   | 30                       | 0                        | 284   | 11    |
| (1)Incluye datos de la Copa de la Liga de Inglaterra (2012/13 y 2013/14), FA Cup y Community Shield (2014). (2)Incluye datos de la Liga de Campeones de la UEFA (2014/15), Liga Europa de la UEFA y Liga Europa Conferencia de la UEFA. |               |               |       |       |                     |                     |                          |                          |       |       |

## Palmarés

### Títulos nacionales
| Título           | Club          | País       | Año  |
| ---------------- | ------------- | ---------- | ---- |
| Community Shield | Arsenal F. C. | Inglaterra | 2014 |
| FA Cup           | Arsenal F. C. | Inglaterra | 2015 |
| Community Shield | Arsenal F. C. | Inglaterra | 2015 |
| Community Shield | Arsenal F. C. | Inglaterra | 2017 |
| FA Cup           | Arsenal F. C. | Inglaterra | 2020 |
| Community Shield | Arsenal F. C. | Inglaterra | 2020 |